# Hermine Villinger

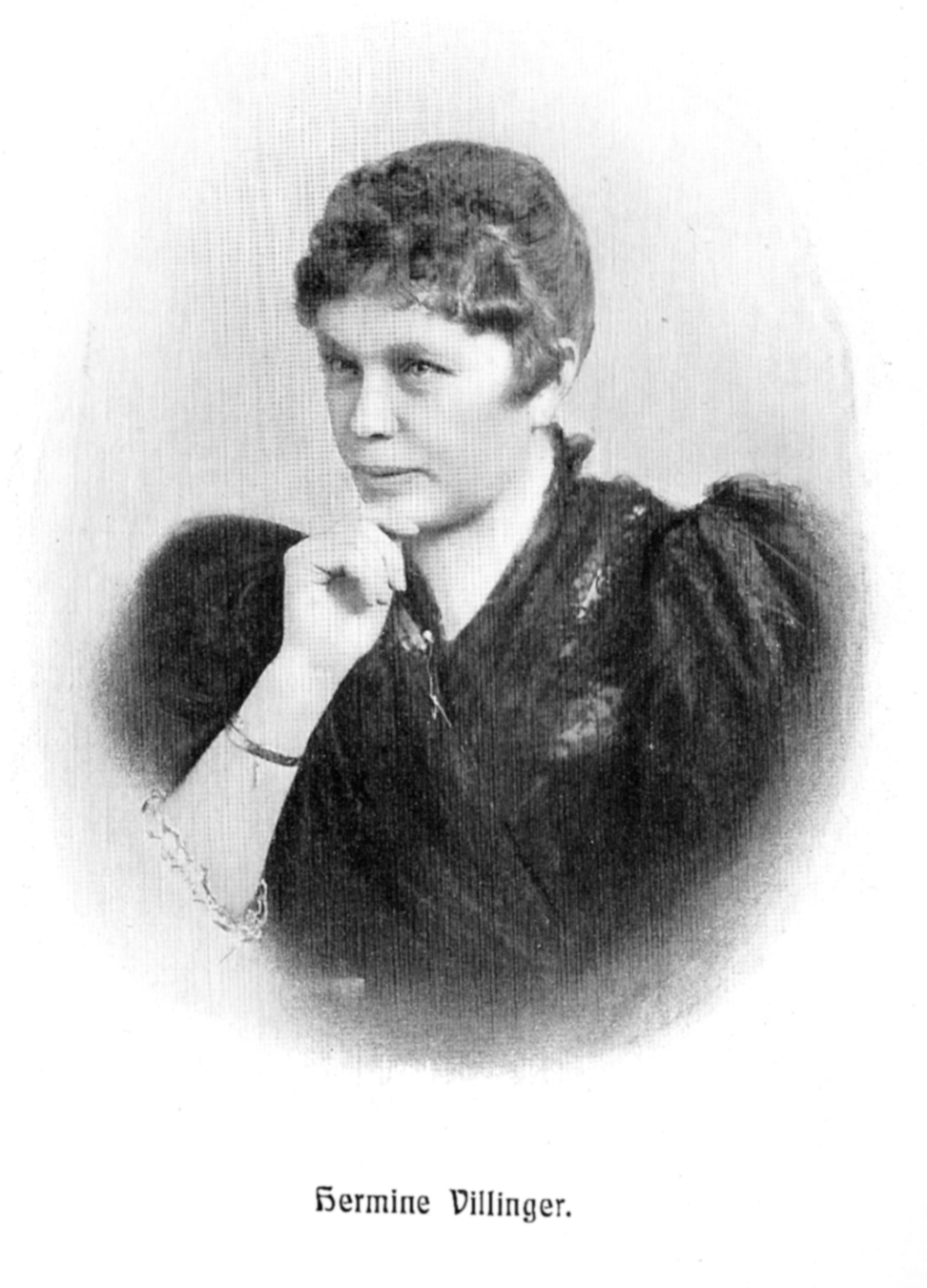
Hermine Villinger

Hermine Villinger (Pseudonyme: H. Wilfried, H. Willfried, * 6. Februar 1849 in Freiburg im Breisgau als Hermine Anna Theresia Xaveria Villinger; † 3. März 1917 in Karlsruhe) war eine deutsche Schriftstellerin.

## Leben
Hermine Villinger war die Tochter eines Geheimen Kriegsrates. Sie wuchs ab 1850 in Karlsruhe auf, wo sie die Höhere Töchterschule besuchte. Von 1862 bis 1865 war sie Schülerin im Augustinerinnenkloster in Offenburg; danach kehrte sie zu ihren Eltern nach Karlsruhe zurück. Hier fand sie Kontakt zum literarischen Kreis um Anna Ettlinger sowie zum Theater. Ihre Theaterambitionen gab sie allerdings bald auf. Von 1881 bis 1882 besuchte sie das neugegründete Auguste-Victoria-Lyzeum in Berlin. Anschließend wandte sie sich endgültig der Schriftstellerei zu. Von einigen Reisen abgesehen, lebte sie den Rest ihres Lebens in Karlsruhe. 
Hermine Villinger war mit der Schauspielerin Luise Schönfeld-Neumann und der Schriftstellerin Marie von Ebner-Eschenbach befreundet. 1913 erhielt sie den Ebner-Eschenbach-Preis für ihre literarischen Leistungen.
Hermine Villinger war eine erfolgreiche Verfasserin von Romanen, Erzählungen, Kinderbüchern und Theaterstücken. Die meisten ihrer vom Realismus beeinflussten Werke sind in ihrer badischen Heimat angesiedelt.

## Werke
- Doris, Breslau 1880 (unter dem Namen H. Wilfried)
- Die Livergnas, Breslau 1882 (unter dem Namen H. Willfried)
- Aus dem Kleinleben. Schauenburg, Lahr 1886. (Digitalisat)
- Aus meiner Heimat. Spemann, Berlin und Stuttgart 1887.(Digitalisat)
- Sommerfrischen. Spemann, Berlin und Stuttgart 1887
- Auch ein Roman und andere Geschichten. Lehmann, Berlin 1890
- Schwarzwaldgeschichten. Engelhorn, Stuttgart 1892. (Digitalisat)
- Schulmädelgeschichten. Fontane, Berlin 1893. (Digitalisat)
- Unter Bauern und andere Geschichten. Engelhorn, Stuttgart 1894
- Kleine Lebensbilder. Bonz, Stuttgart 1895
- Aus unserer Zeit. Bonz, Stuttgart 1897
- Aus dem Badener Land, Stuttgart 1898
- Das Rätsel der Liebe, Berlin 1898
- Das dritte Pferd und andere Geschichten. Bonz, Stuttgart 1899
- Die Thalkönigin. Bonz, Stuttgart 1899
- Das Blumen-Käuzchen und andere Erzählungen für junge Mädchen. Hendelsohn, Berlin 1900
- ’s Tantele und anderes. Bonz, Stuttgart 1900
- Allerlei Liebe.  Bonz, Stuttgart 1901
- Binchen Bimber. Deutsche Verlags-Anstalt, Stuttgart 1901
- Knöpfche. Uf Karlsruh! Er ka's Lebe nit lide. Der Sänger von Denkerbach. Verlag des Volksbildungsvereins, Wiesbaden 1902
- Der neue Tag. Bonz, Stuttgart 1903
- Der Weg der Schmerzen, Stuttgart 1904
- Zenz, Stuttgart [u. a.] 1904
- „Aus der Jugendzeit, aus der Jugendzeit, klingt ein Lied mir immerdar“, Stuttgart 1904
- Eine Gewitternacht und anderes, Berlin 1905
- Mutter und Tochter, Stuttgart 1905
- Zwei Landsmänninnen, Wien 1906 (zusammen mit Luise von Schönfeld-Neumann)
- Im Wonnetal, Stuttgart [u. a.] 1906
- Kleine Leutle, Stuttgart 1906
- Wo geht es hin?, Stuttgart 1906
- Das Erbschweinchen und andere Geschichten, Stuttgart 1907
- Simplicitas, Stuttgart 1907
- Die Sünde des heiligen Johannes und andre Novellen, Leipzig 1907
- Dachprinzeß, Stuttgart 1908
- Onkel Sigmund. Gegen den Grundsatz, Berlin [u. a.] 1908
- Leodegar, der Hirtenschüler, Hamburg-Großborstel 1909
- Die Rebächle, Stuttgart [u. a.] 1910
- Randglossen, Berlin 1910
- „Eingesteigert“ und „’s Büebli“, Berlin 1911
- Ein Lebensbuch, Leipzig
  - 1 (1911)
  - 2 (1911)
- Sterngucker, Stuttgart 1911
- „Dritter Klasse“ und andere Erzählungen, Berlin [u. a.] 1912
- Der Herr Stadtrat, Stuttgart 1912
- In der Schuld und andere Geschichten, Stuttgart 1913
- Der Nachkömmling. Die erste Schuld, Leipzig 1914
- Meine Tante Anna, Berlin 1916
- Im Zeichen des Doppelgestirns, Stuttgart 1917
- Lebenswege, Stuttgart 1922
- Die vom Wald, Stuttgart 1924
- Der Eskimo und andere Erzählungen, Lahr in Baden 1927